# Jason Alexander
Jason Alexander, născut sub numele de Jay Scott Greenspan, (n. 23 septembrie 1959, Newark, New Jersey, SUA) este un actor evreu american cunoscut în special pentru rolul lui George Constanza în sitcom-ul Seinfeld, rol care i-a adus și Globul de aur în 1994.

## Filmografie
- Seinfeld (1989) (serial) - George Constanza
- Pretty Woman (1990) - Philip Stuckey
- North (1994) -
- The Hunchback of Notre Dame - voce (1994)
- Ultima cină (1995)
- The Adventures of Rocky and Bullwinkle - voce (2000)
- Friends (2001) - Earl
- Shallow Hal (2001)
- The Trumpet of the Swan - voce (2001)
- Omul care a salvat Crăciunul (2002) - Alfred Gilbert
- The Hunchback of Notre Dame II - voce (2002)
- Malcolm in the Middle (2003) - Lenard
- A Christmas Carol (2004) - Jacob
- Listen Up (2004-2005) - Tony Kleinman
- Monk (2005) - Marty Eels
- How to Go Out on a Date in Queens (2006) - Johnny
- Snoop Dogg's Hood of Horror (2006) - British Record Executive
- Everybody Hates Chris (2006-2007) - Principal of School
- Ira and Abby  - Psychologist
- Thank God You're Here! (2007) - Improv comedy
- The New Adventures of Old Christine (2008)
- Criminal Minds (2008)
- Meteor (2009) - Dr.Chetwyn
- Hachiko: A Dog's Story (2009) - Carl
- Fish Hooks (2010) - Mr.Nibbles
- The Cleveland Show (2010) - Saul Friedman
- A Fairly Odd Movie: Grow Up, Timmy Turner! - Cosmo

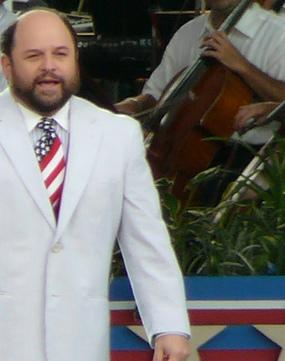
Jason Alexander

### Televiziune
- Ultimate Trek: Star Trek's Greatest Moments (1999)
- One Night at Mercy, episodul 2 al Zona crepusculară (2002) - ca Moartea